# 下野號列車
下野號列車是由東武鐵道營運，於淺草站－東武宇都宮站之間行走，途經東武伊勢崎線的「東武晴空塔線」區間、日光線及宇都宮線的特別急行列車。

## 概要
「下野」現時設有早上從東武宇都宮前往淺草的上行班次282號，以及晚間從淺草前往東武宇都宮的下行班次283號，每日提供1往返班次。由於宇都宮線內的月台只可容納4卡車廂，因此「下野」全區間使用4卡編成的東武350系電動列車。
「下野」於1988年（昭和63年）開始運行，當時為定期快速急行列車及設有毎日1往返班次，行走相間的路線。在戰後1953年（昭和28年）8月至1959年（昭和34年）11月之間，在同一區間和時段中設有商務向的優等列車急行「下野」，以「回家快車」的方式運行。在1959年（昭和34年）廢止後，東武宇都宮線內一直再沒有收費列車運行，在30年再度開辨。

### 停車站
特急「下野」的停車站如下：
- 淺草站－東京晴空塔站－北千住站－春日部站－杉戶高野台站（只限283號停車）－栃木站－新栃木站－壬生站－玩具町站－江曾島站－東武宇都宮站

### 運輸日
毎日運輸。

### 費用制度
列車採用座位指定席制，並按照乘位距離收費。
「下野」特急費用（小童半價，不足10日圓以10日圓計算）。2019年10月1日修定。
| 公里數   | 特急費用（日圓） | 備註                       |
| -------- | ---------------- | -------------------------- |
| 1 - 40   | 320              | 適用於淺草至杉戶高野台之間 |
| 41 - 60  | 520              |                            |
| 61 - 120 | 840              |                            |

## 相連條目
- 日本列車類別
- 日本列車愛稱列表
- 東武本線（日语：東武本線）系統的特別急行列車
  - 華嚴、鬼怒、霧降、湯之里 - 東武日光線、鬼怒川線的特急列車
  - 兩毛 - 東武伊勢崎線、桐生線、佐野線的直通特急列車
  - 日光‧鬼怒川 - JR東日本山手線、東北本線 - 東武日光線、鬼怒川線的直通特急列車
  - 晴空塔列車（日语：スカイツリートレイン） - 東武伊勢崎線、東武日光線、東武鬼怒川線、東武野田線的臨時特急列車
- 東武鐵道夜行列車 - 夜行列車「尾瀬夜行」「雪人」

## 外部連結
- 東武鐵道（页面存档备份，存于）（繁體中文）
  - 東武鐵道特急時間表（平日 下行）（页面存档备份，存于）（繁體中文）
  - 東武鐵道特急時間表（平日 上行）（页面存档备份，存于）（繁體中文）